# جيم هورنر
جيم هورنر (بالإنجليزية: Jim Horner)‏ هو لاعب كرة قاعدة أمريكي، ولد في 11 نوفمبر 1973 في سنوكوالمي في الولايات المتحدة.